# Raúl Guerrón
Raúl Fernando Guerrón Méndez (El Juncal, 12 ottobre 1976) è un ex calciatore ecuadoriano, di ruolo centrocampista.

## Carriera

### Club
Ha giocato per il Deportivo Quito dal 1994 al 1997 e dal 1999 al 2004, prima di passare all'Universidad Católica del Ecuador nel 2006. 

### Nazionale
Per la nazionale di calcio ecuadoriana, ha fatto parte della lista di 23 convocati al campionato del mondo 2002, totalizzando 34 presenze dal 2000 al 2004.